# 沼落 (白岡市)
沼落（ぬまおとし）は、埼玉県白岡市を流下する河川である。

## 概要
この沼落は沼落堀（ぬまおとしぼり）とも称されている柴山沼からの排水河川である。流域周辺は水田などの農地となっている。なお、詳細な流路に関しては以下の流路節を参照されたい。

## 流路
- 水源：柴山沼
- 白岡市荒井新田（北側）と柴山（南側）の境界、柴山沼の南東部より流出し、荒井新田（北側）と柴山（南側）の境界よりやや荒井新田側を南東へと流下する。
- 稲穂通りを南へと横断したのち、稲穂通りの南側に並行し荒井新田を東北東へと流下する。
- 「新栄橋」の下流約50mの付近より下大崎（北側）と荒井新田（南側）の境界を成しながら東北東へと流下する。
- 下大崎（北側）と荒井新田（南側）の境界にて北西より流下してくる隼人堀川に至り、合流・終点となる。
- 終点：隼人堀川

## 橋梁

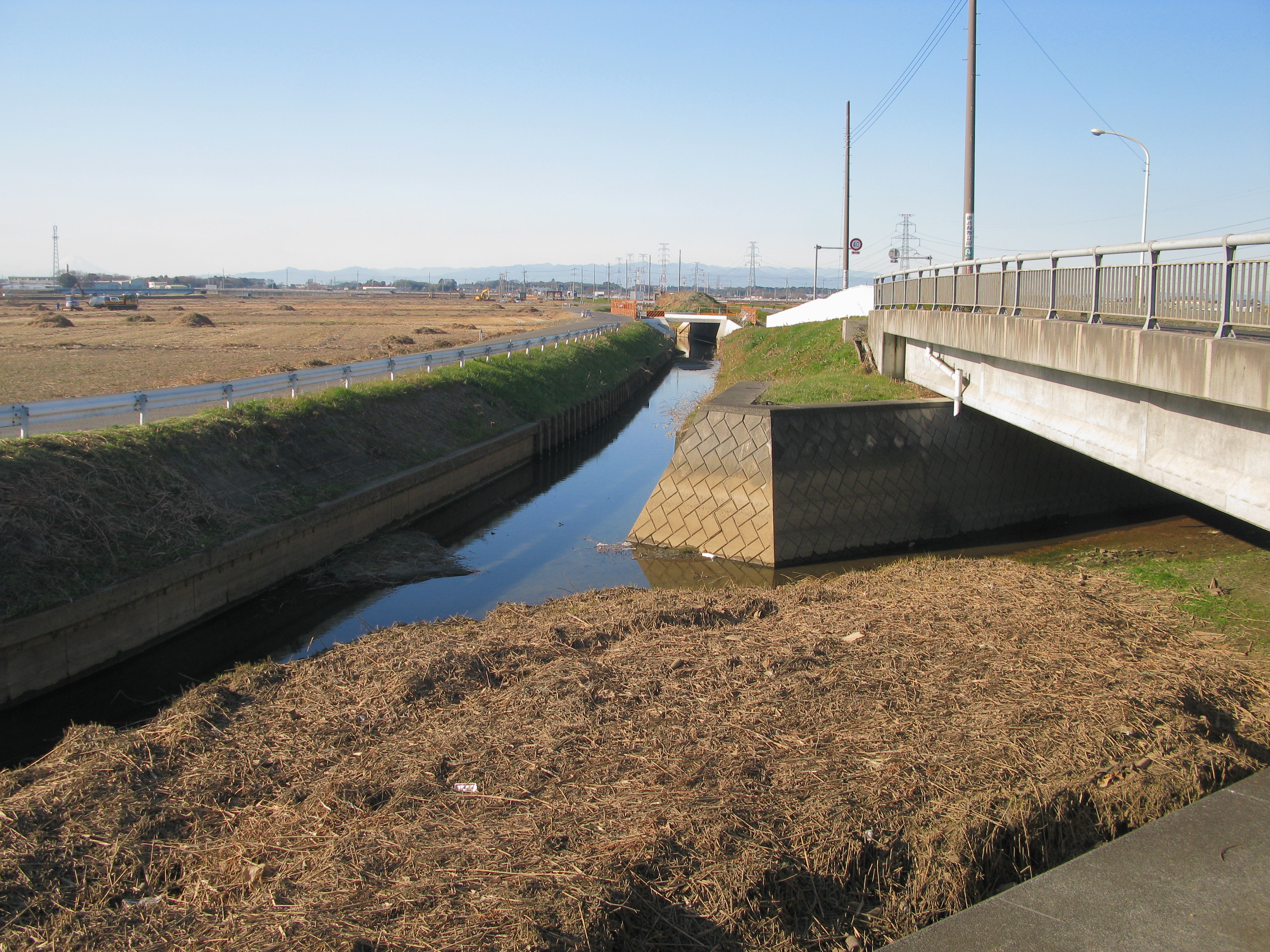
沼落と隼人堀川の合流点

- （市道：稲穂通り）
- （国道122号、「柴山沼 交差点」）
- 二ッ橋
- 新栄橋

## 流域周辺所在の施設
- 柴山沼
- 沼落堰
- 皿沼遺跡 - ウェイバックマシン（2005年3月26日アーカイブ分）
- 白岡工業団地